# Rozszerzacz pochwy

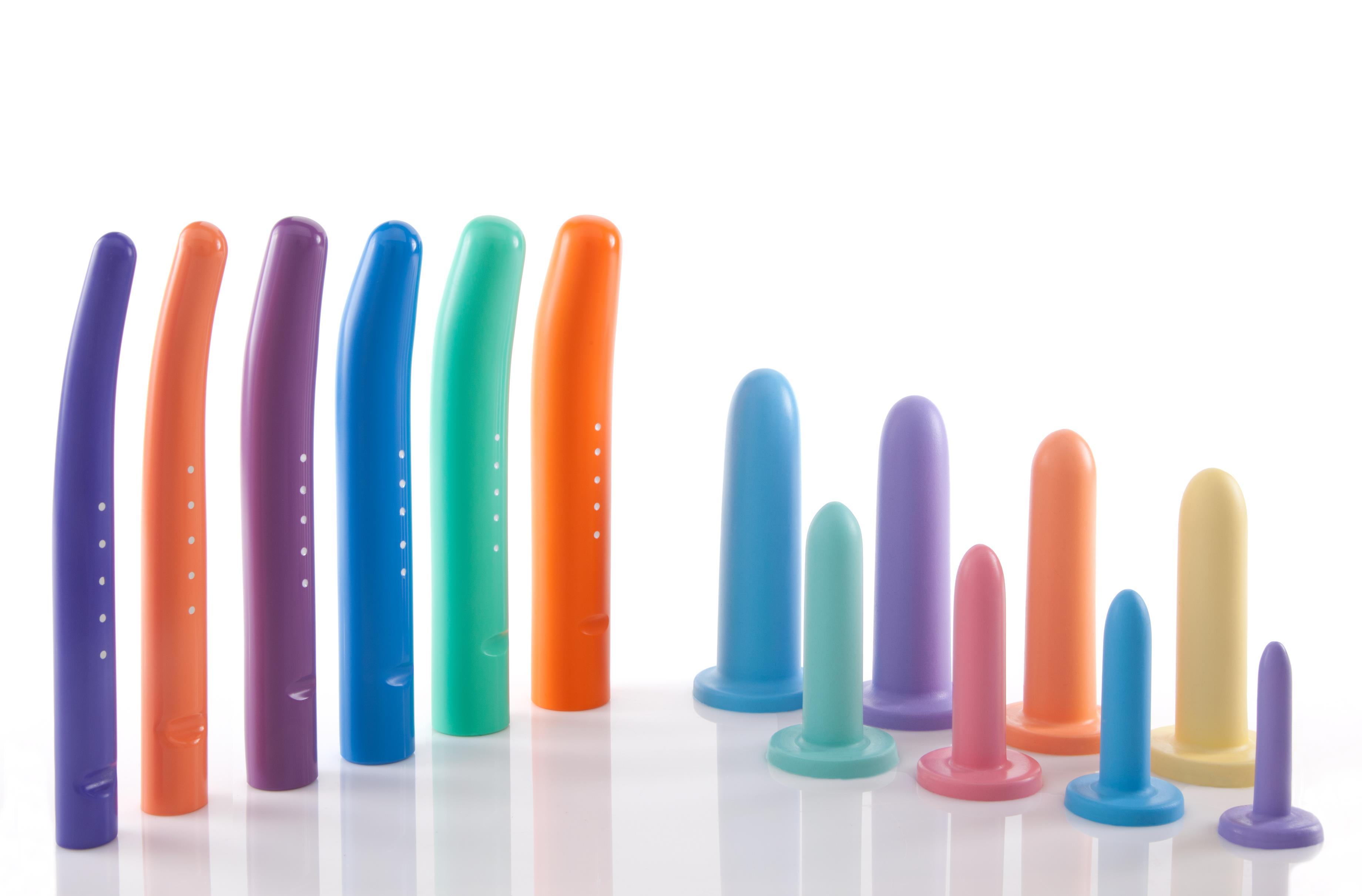
Plastikowe i silikonowe rozszerzacze pochwy

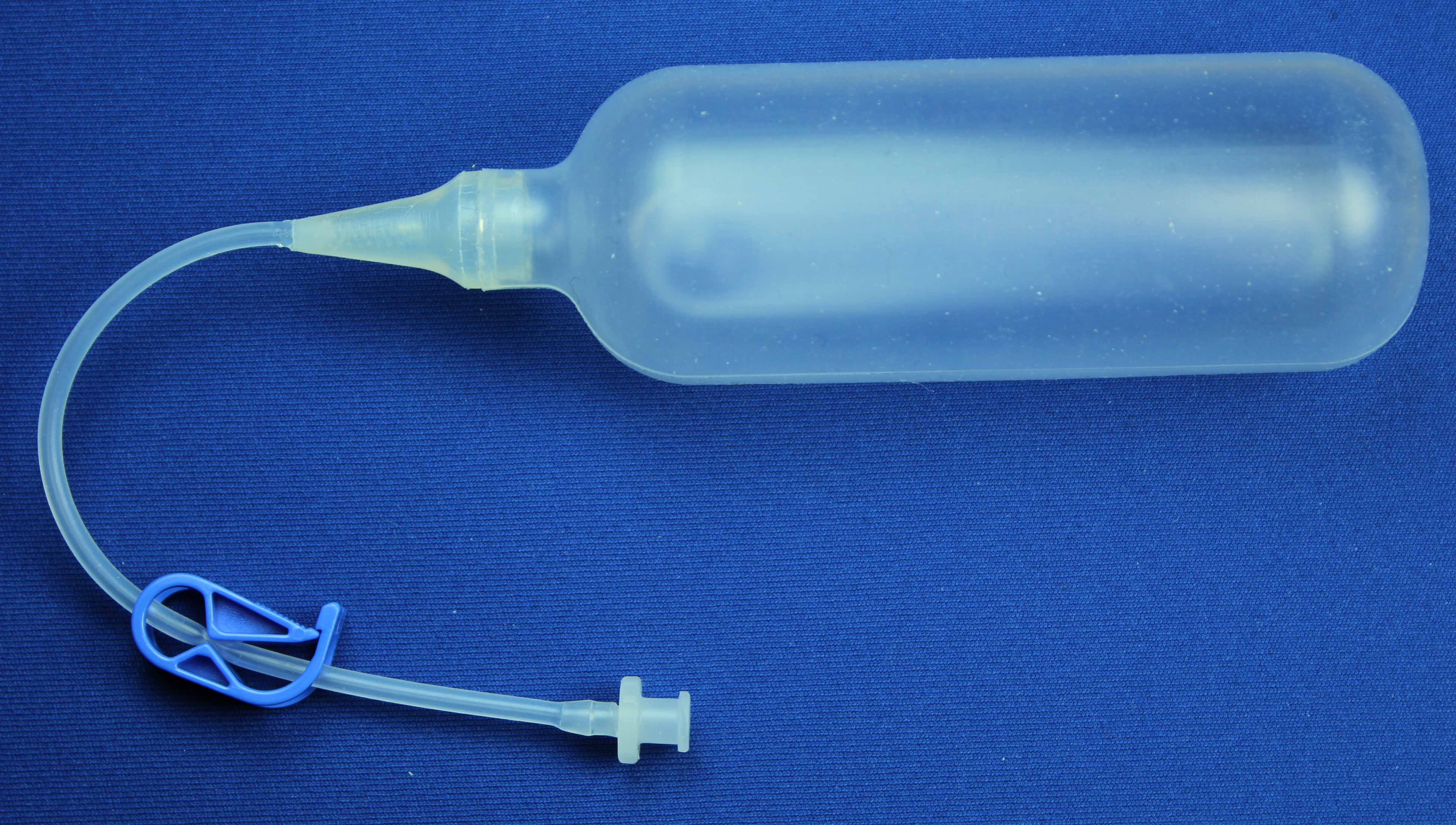
Rozszerzacz pochwy ZSI 200 NS

Rozszerzacz pochwy, dilator (ang. vaginal dilator) – przyrząd używany do delikatnego rozciągania pochwy. Stosowane są w przypadkach zwężenia pochwy (stenoza pochwy), np. po brachyterapii nowotworów narządów płciowych, oraz jako terapia pochwicy i innych form dyspareunii. 
Rozszerzacze pochwy, znane również jako stenty pochwowe, mogą być nadmuchiwane i wykorzystywane są podczas operacji. Stenty pochwowe są rutynowo stosowane w opiece pooperacyjnej u pacjentów, którzy przeszli operację korekty płci typu M/K oraz w innych schorzeniach, takich jak agenezja pochwy.